# Timur Ajtkułow
Timur Nurumżanowicz Ajtkułow (ros. Тимур Нурумжанович Айткулов; ur. 20 czerwca 1991) – kazachski zapaśnik walczący w stylu wolnym. Akademicki wicemistrz świata z 2016. Piąty na halowych igrzyskach azjatyckich w 2017 roku.